# Pemberton, New Jersey
Pemberton är en ort i Burlington County i delstaten New Jersey, USA.